# Леґнава
Леґнава або Легнава (словац. Legnava) — село в Словаччині, Старолюбовняському окрузі Пряшівського краю. Розташоване в північно-східній частині Словаччини в північній частині Любовньянської височини в долині річки Попрад, біля кордону з Польщею.
Вперше згадується у 1427 році.
В селі є греко-католицька церква св. Йоана Хрестителя з 1883 року в стилі неокласицизму.

## Населення
| Рік:            | 1993 | 2003    | 2013     | 2023     |
| --------------- | ---- | ------- | -------- | -------- |
| Кількість осіб: | 200  | 151     | 121      | 90       |
| Різниця:        |      | -24,5 % | -19,86 % | -25,61 % |

| Рік:            | 2022 | 2023    |
| --------------- | ---- | ------- |
| Кількість осіб: | 94   | 90      |
| Різниця:        |      | -4,25 % |

В селі проживає 126 осіб.
Національний склад населення (за даними останнього перепису населення — 2001 року):
- словаки — 76,92 %
- русини — 18,59 %
- роми — 3,85 %
- угорці — 0,64 %

Склад населення за приналежністю до релігії станом на 2001 рік:
- греко-католики — 60,26 %,
- римо-католики — 29,49 %,
- православні — 2,56 %,
- не вважають себе віруючими або не належать до жодної вищезгаданої церкви- 9,69 %

### Видатні постаті
- Бескид Микола (1883–1947) — історик, працював в селі греко-католицьким священиком у 1922–1927 рр., автор угорсько—руського словника, та історичних робіт про Карпатську Русь, про поета Юлія Ставровського Попрадова, Олександра Духновича, Томаша Масарика.